# MA-31
MA-31は、ソビエト連邦が1980年代に開発したKh-31対艦ミサイルを改設計したアメリカ海軍用のターゲット・ドローンである。このミサイルはこの役割において成功を収めたものの、政治的問題により少数の購入・運用に留まった。

## MA-31の歴史
1991年にAQM-127 SLATの開発が中止されたが、アメリカ海軍にはMQM-8 バンダルを代替する新しい高速標的機の要件はまだ存在していた。情勢の急激な変化により、海軍は新型標的機開発までの暫定案として実際の脅威をシミュレーションできるKh-31ミサイルの取得を決定した。1995年に、超音速シー・スキミング標的という役割におけるKh-31の評価のための契約がマクドネル・ダグラスに授与された。
その後、電子機器を装備しないミサイルの最初のバッチが規格の海軍基準への変更および追跡、遠隔測定およびテレメトリと距離安全システムの設置を含む作業を受けるためマクドネル・ダグラスを買収したボーイングに送られた。MA-31はQF-4に装備することが想定されていたが、F-16Nと互換性のあるランチャーを開発することも提案された。
MA-31の最初の発射は1996年8月に行われた。MA-31は改善されたMQM-8に対して、優れていると評価された。そして1999年、34基の生産のための契約が結ばれた。この時点でロシア国家院は輸出通関に介入し、ミサイルの輸出を拒否した。ボーイングは、誘導の改善と射程を延長した近代化型のバージョンを提案したが、MA-31計画は、それ以上進まなかった。その後2007年にアメリカ海軍の在庫にある最後のミサイルが使用された。
最終的に海軍は、MA-31およびMQM-8を代替する超音速シー・スキミングターゲットとしてGQM-163 コヨーテを採用し、2007年より運用に入った。